# Heretic: Shadow of the Serpent Riders
A Heretic: Shadow of the Serpent Riders egy kiegészítő csomag a Heretic című videójátékhoz.
Csak is e-mailen keresztül lehetett megrendelni az eredeti, három epizódot magába foglaló Hereticet. A GT Interactive által kiskereskedelmi forgalomba hozott Heretic: Shadow of the Serpent Riders viszont két új epizódot tartalmazott: The Ossuary, és a The Stagnant Demesne. Ezt az ingyenes patcht a Raven Software weboldaláról lehetett letölteni, kiegészítve így az eredeti Hereticet.

## A történet
A történetben Corvus-t, Sidhe Elf-et irányítjuk, aki azért indult útjára, hogy felszabadítsa Parthoris földjét a gonosz Kígyó Lovas, D'Sparil hatalma alól, akit istenként tisztelnek követői. A játék során ezekkel az alattvalókkal, aztán a játék legvégén magával D'Sparil-lal kell megküzdeni.
A történet szorosan kapcsolódik a HeXen és a HeXen 2 történetéhez is, előbbiben a második Kígyó Lovassal, Korax-szal, utóbbiban a legerősebb Kígyó Lovassal, Eidolon-nal küzdünk meg.

## Az új pályák

### IV.fejezet: The Ossuary
Ezt a helyet a Kígyó Lovas hódította meg, de ők visszamentek saját világukba, ezért Corvusnak kell ezt a helyet megtisztítania.
- E4M1: Catafalque
- E4M2: Blockhouse
- E4M3: Ambulatory
- E4M4: Sepulcher
- E4M5: Great Stair
- E4M6: Halls of the Apostate
- E4M7: Ramparts of Perdition
- E4M8: Shattered Bridge (végső pálya)
- E4M9: Mausoleum (titkos pálya)

### V.fejezet: The Stagnant Demesne
Corvus D'Sparil születési helyére lép be.
- E5M1: Ochre Cliffs
- E5M2: Rapids
- E5M3: Quay
- E5M4: Courtyard
- E5M5: Hydratyr
- E5M6: Colonnade
- E5M7: Foetid Manse
- E5M8: Field of Judgement (végső pálya)
- E5M9: Skein of D'Sparil (titkos pálya)

## Fogadtatás
| Weboldal/Sajtó          | Eredmény |
| ----------------------- | -------- |
| Gamespot                | [ 1 ]    |
| MobyGames               | 73%      |
| Joystick                | 91%      |
| PC Player (Dánia)       | 85%      |
| PC Player (Brazília)    | 80%      |
| Computer Games Magazine | 60%      |
| PC Zone                 | 50%      |

A Heretic: Shadow of the Serpent Riders elég jó fogadtatásban részesült. A Gamespot weboldal 7.6-ot adott a játéknak a 10-ből, így jellemezve az eredeti részt:
A Heretic jobban megéri a pénzét, mint a többi lövöldözős játék, mert a játékosoknak - leginkább a zöldfülűeknek - rengeteg szórakozást nyújt.

## Külső hivatkozások
- Heretic hivatalos oldala (angolul)
- Hivatalos közösségi oldal (angolul)